# 人与自然
《人与自然》（英語：Human and Nature）是中国中央电视台综合频道（CCTV-1）的科教类节目，1994年5月11日开播，由《动物世界》原班人马打造具有环境与发展理念的栏目，其宗旨是“讴歌生命，关注环境”。每集长度30分钟，目前播出時間為北京時間每日4点57分。主要内容是介绍动物、植物、自然知识以及探索人与自然之间的相互影响及作用。
2022年12月31日起姊妹节目《动物世界》并入《人与自然》。

## 外部連結
- 《人与自然》官方主页（页面存档备份，存于）